# Hornos de yeso de los Aljezares

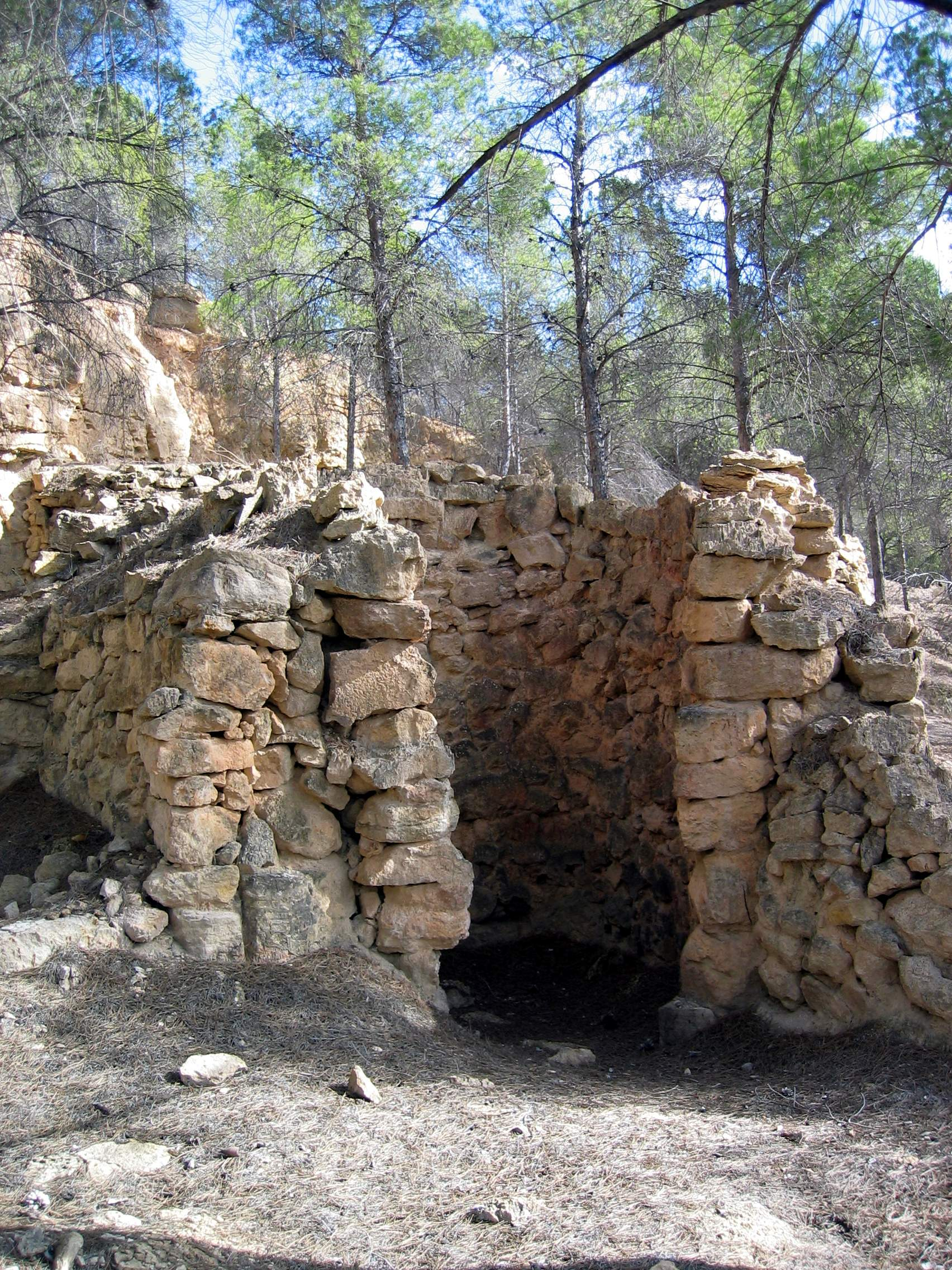
Detalle de hornos de yeso en «Los Aljezares», Ademuz (Valencia).

Los hornos de yeso de los Aljezares son un conjunto de hornos de este tipo presentes en el término de Ademuz, comarca del Rincón de Ademuz, provincia de Valencia (Comunidad valenciana, España).

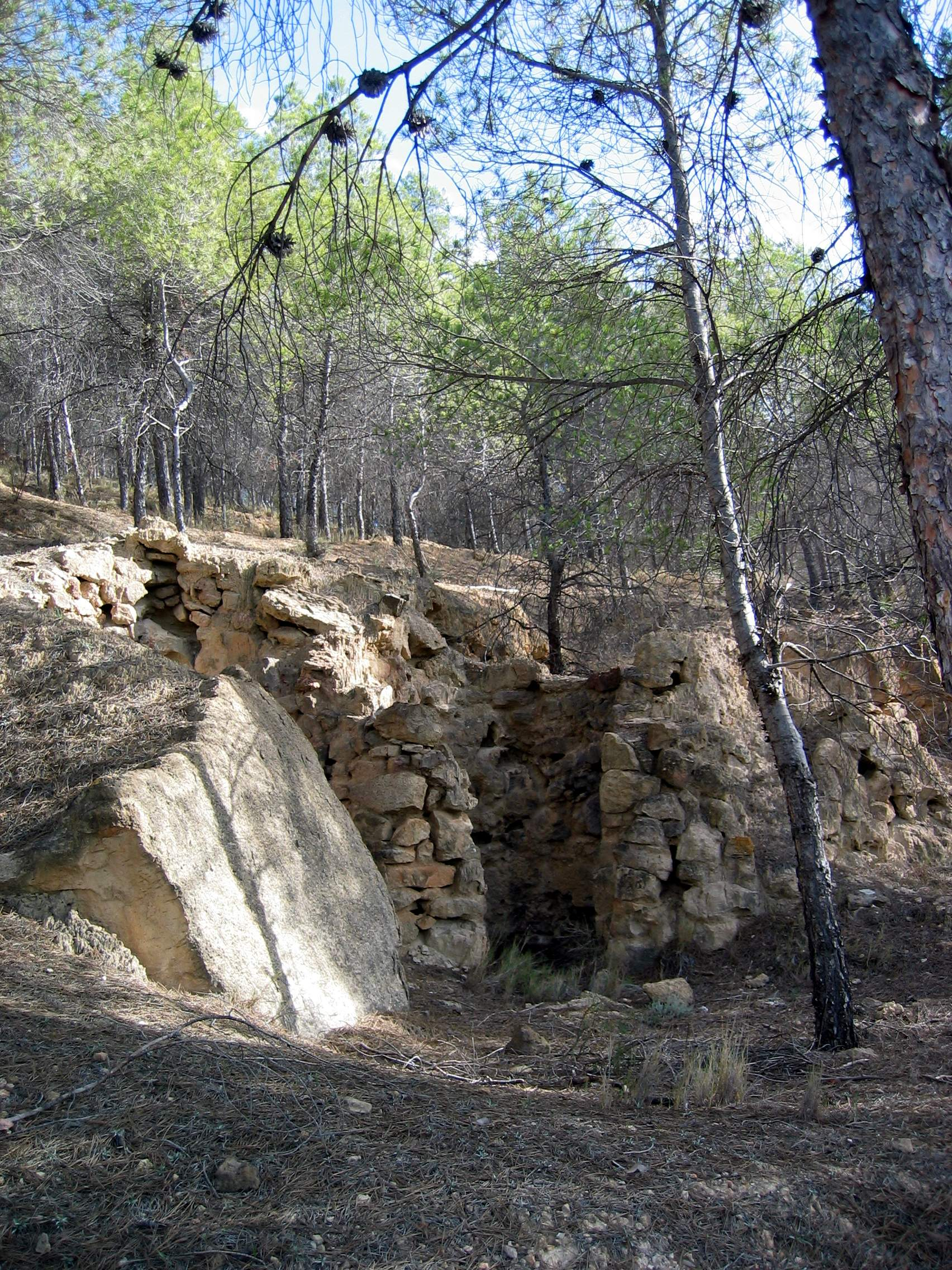
Detalle de hornos de yeso en «Los Aljezares», Ademuz (Valencia).

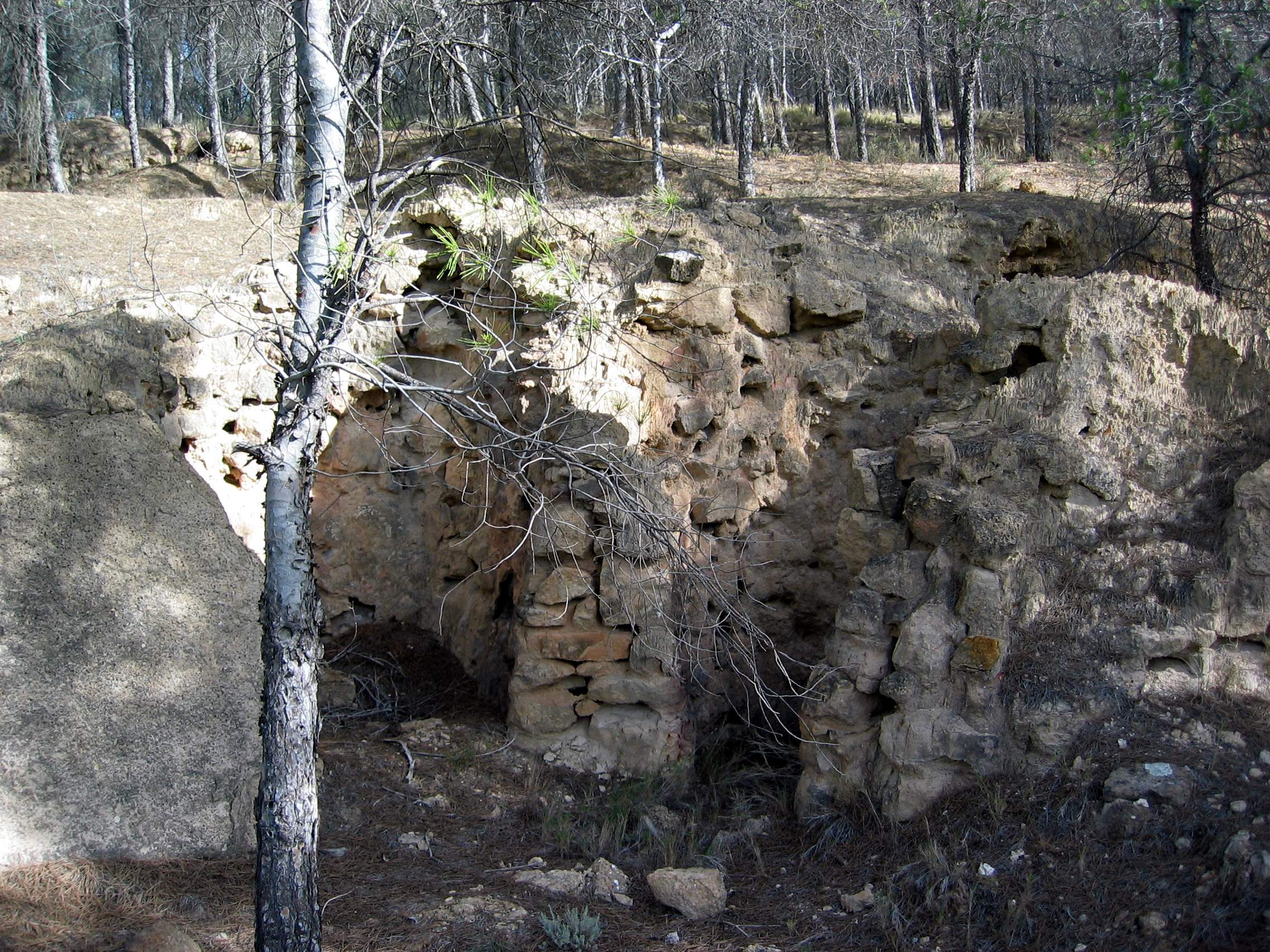
Detalle de hornos de yeso en «Los Aljezares», Ademuz (Valencia).

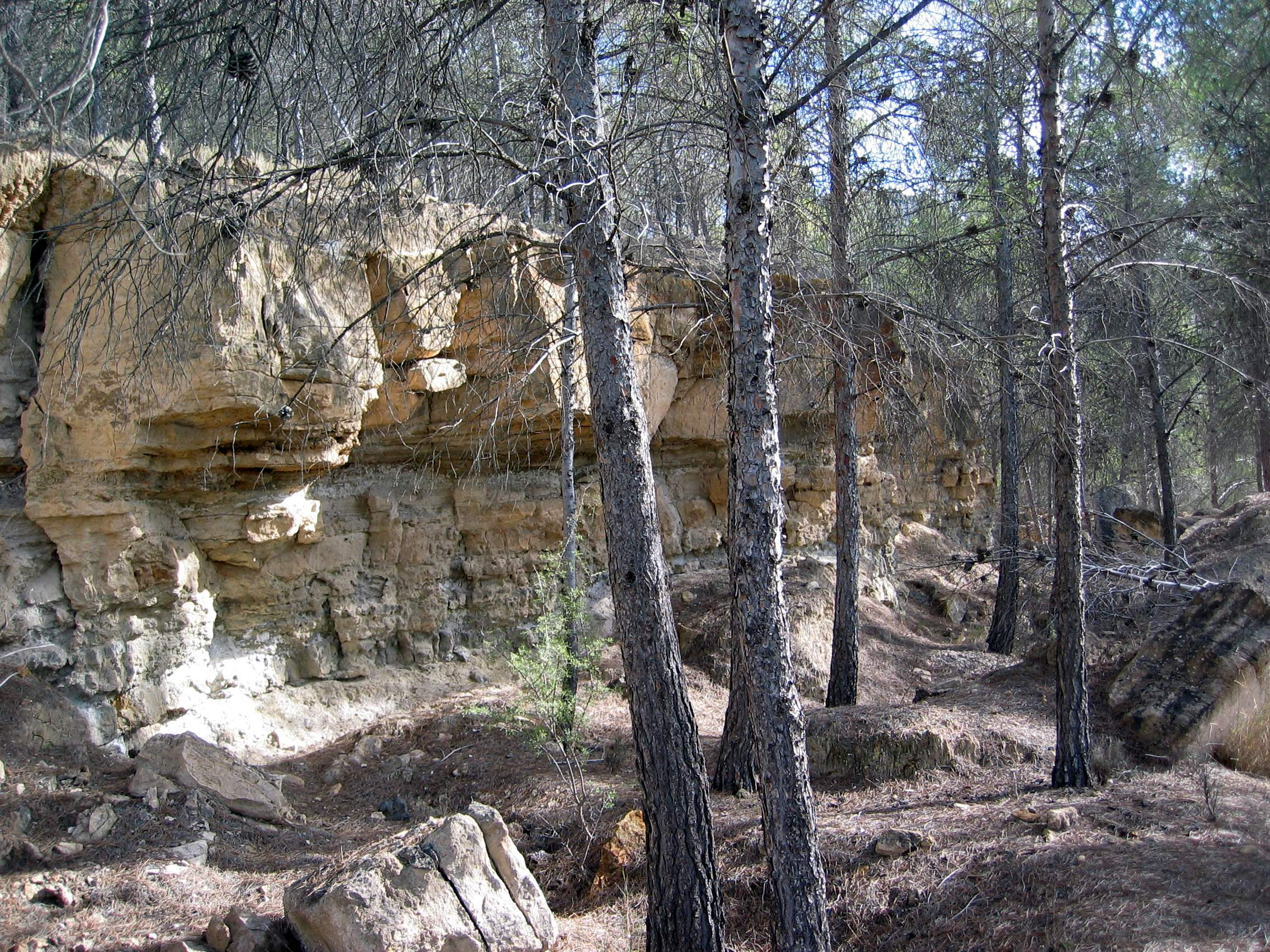
Detalle de cantera de yeso en «Los Aljezares», Ademuz (Valencia).

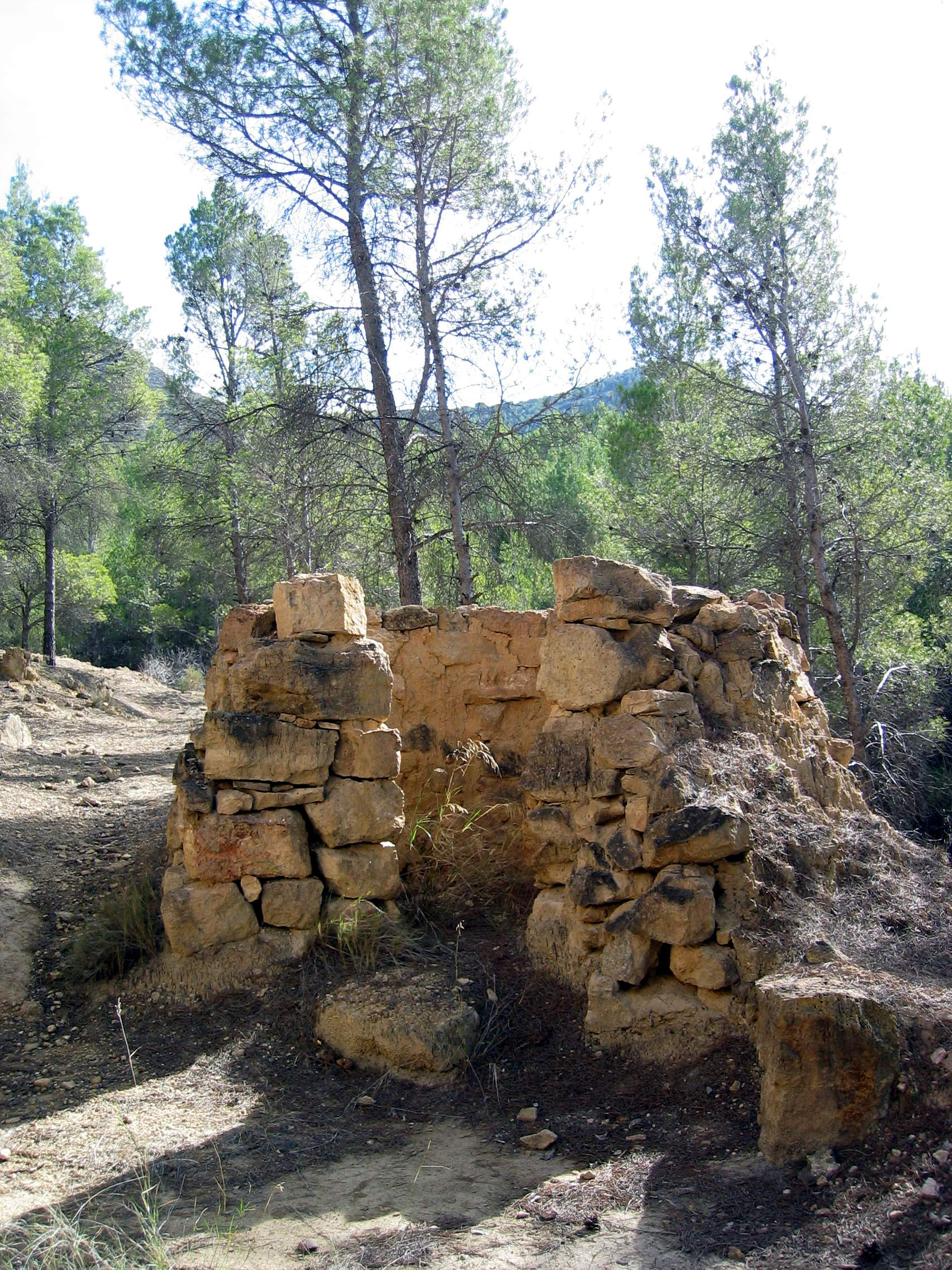
Detalle de hornos de yeso en «Los Aljezares», Ademuz (Valencia).

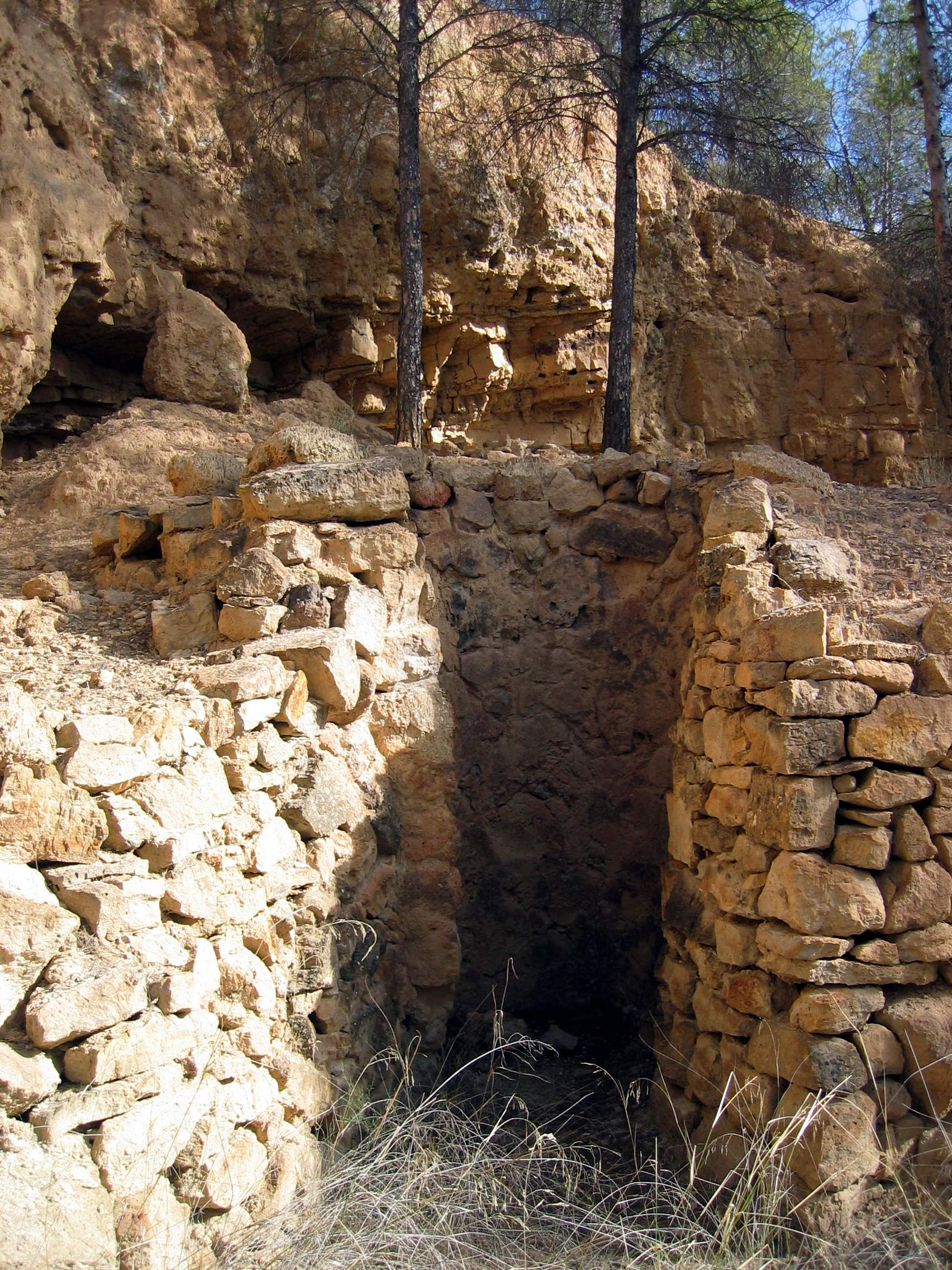
Detalle de hornos de yeso en «Los Aljezares», Ademuz (Valencia).

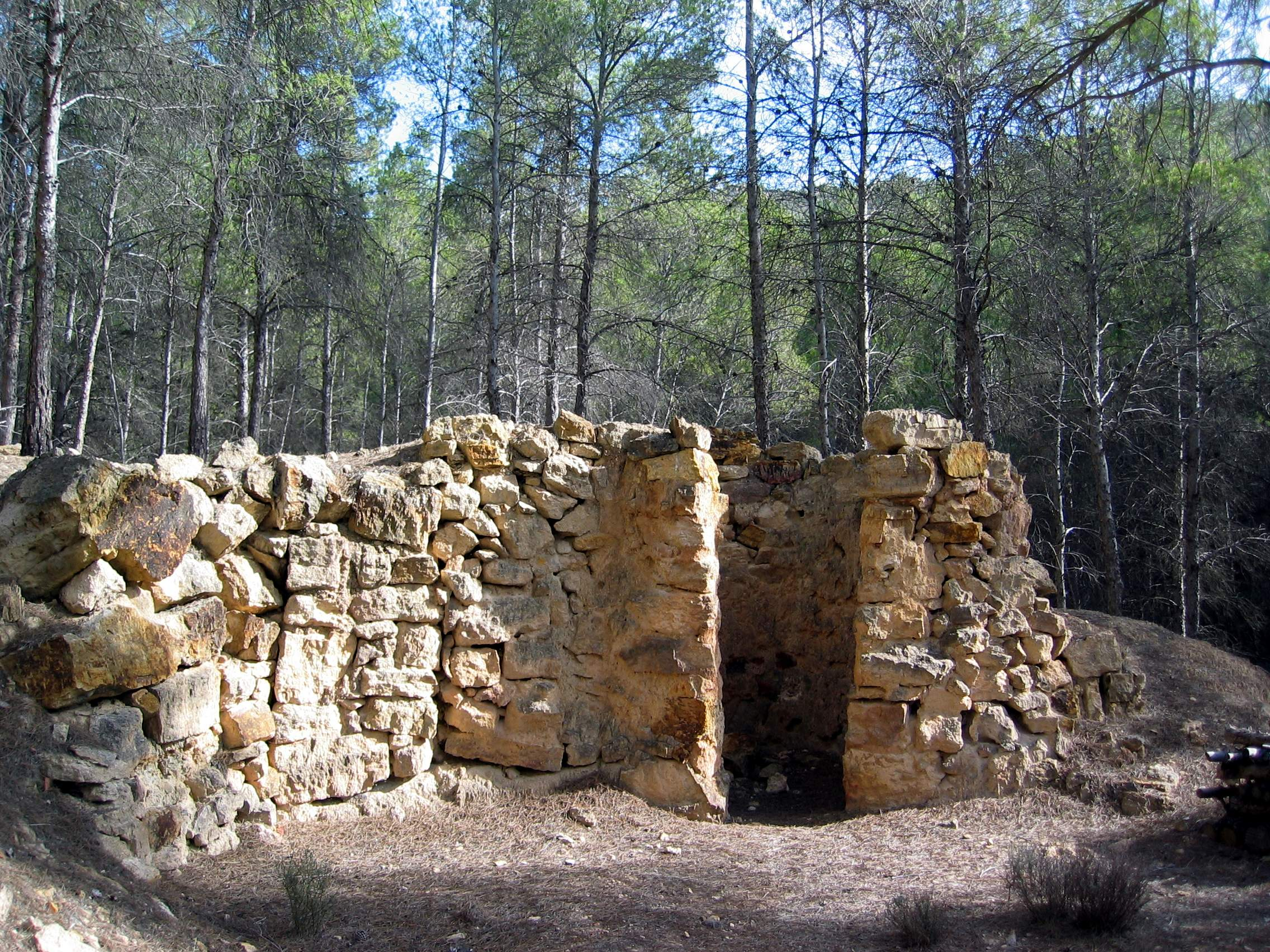
Detalle de hornos de yeso de «Los Aljezares», Ademuz (Valencia).

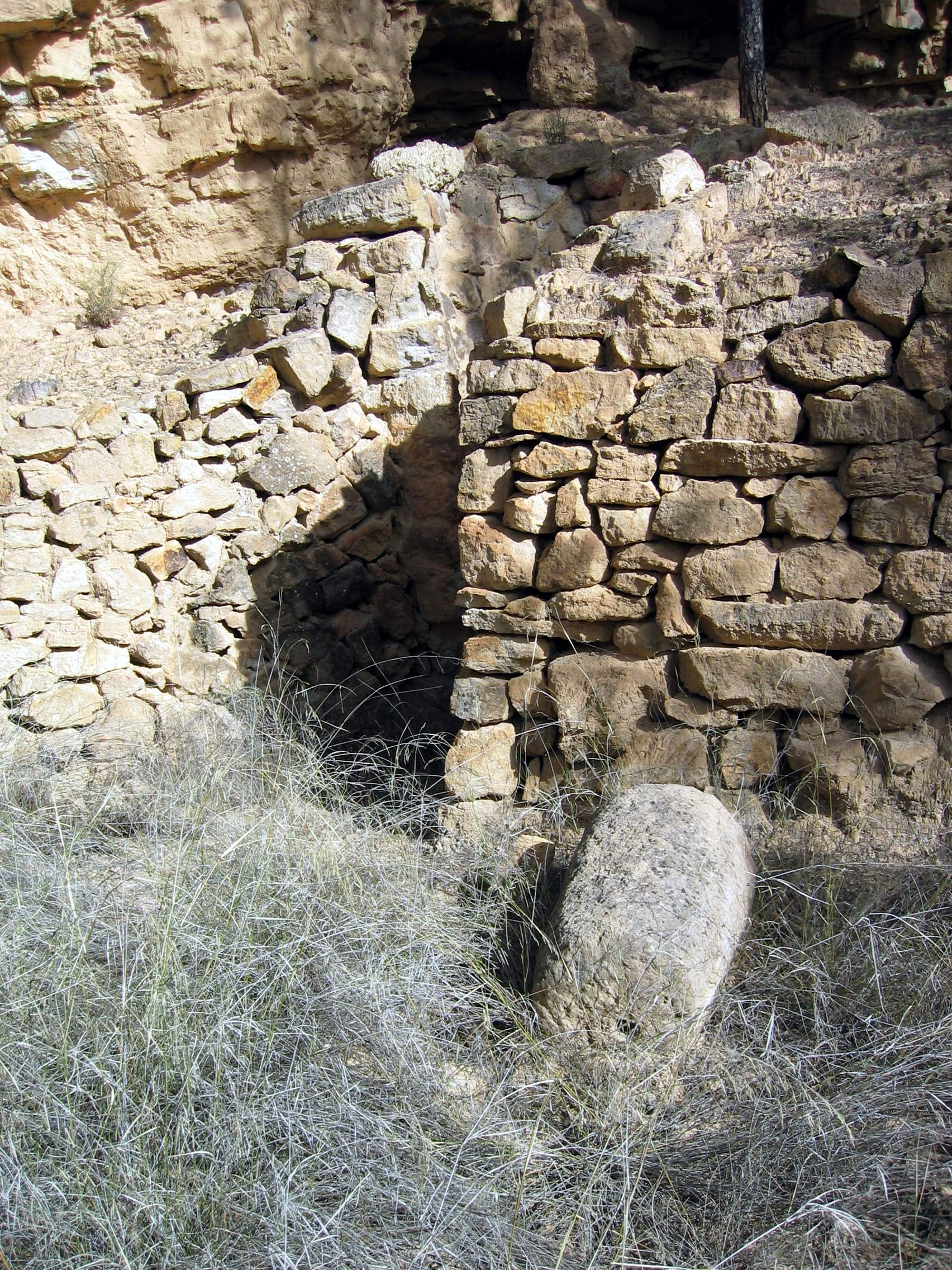
Detalle de rulo troncocónico de piedra junto a los hornos de yeso en «Los Aljezares», Ademuz (Valencia).

El topónimo «Los Aljezares» se refiere a la partida de monte donde hay un afloramiento de mineral de yeso (sulfato de calcio dihidrato: CaSO4·2H2O), en cuyo entorno se halla el conjunto arqueológico restaurado por el Ayuntamiento de Torrebaja, con ayuda de la Generalidad Valenciana.

## Historia
La utilización del yeso en las construcciones tradicionales (vernaculares) del Rincón de Ademuz data de antiguo, ya que se trata de un material sencillo propio de zonas con escasos recursos, como sucede con la «tierra cruda» en el tapial, la piedra de la zona, el ladrillo cocido y la madera, elementos que fueron ampliamente utilizados en las construcciones mudéjares. De hecho, el yeso ha sido históricamente «el principal aglomerante realmente cohesivo utilizado en la comarca del Rincón de Ademuz».
Resulta difícil precisar la fecha de construcción de los hornos de yeso de Los Aljezares, pueden proceder de finales del siglo XIX o principios del siglo XX, conociendo sin embargo con certeza que muchos de ellos se utilizaron hasta bien entrados los años cincuenta del pasado siglo.
La existencia de hornos aislados sugiere que fueron construidos por personas particulares para usos propios, pero el hecho de que existan hornos adosados (dos, tres o más), así como la construcción de varios de ellos en torno a placetas, indica una producción intensiva. Asimismo, existe la posibilidad de que ciertas personas se dedicaran a esta actividad, aunque fuera a tiempo parcial. Cabe también que los hornos fueran alquilados por sus propietarios, incluso que se pagara un canon a los municipios donde se ubicaban. 
Aunque los hornos podían construirse al pie de una obra -tal el caso de Sesga, donde existe un horno de yeso junto al cementerio, lo que sugiere que se utilizó para la fábrica del mismo-, lo habitual era producir el yeso en hornos alejados de las poblaciones, al pie de las mismas canteras de donde se extraía el mineral de yeso. Una vez elaborado el yeso, se transportaba hasta las obras o lugar de almacenamiento.

## Ubicación
No obstante la existencia de muchos hornos de yeso por la zona, el conjunto denominado de «Los Aljezares» se halla en la «Dehesa de los Terreros», propiamente en las laderas occidentales del «barranco de los Aljezares», margen izquierda del Turia, en posición oriental respecto a la localidad de Torrebaja.
Para visitar los hornos hay que seguir las indicaciones de dirección dispuestas en los postes de señalización que parten de Torrebaja: bajar por la calle Fuentecillas, buscando el puente de La Palanca, que cruza el Turia por debajo del viaducto de la variante de la CN-330 (de Alicante y Murcia a Francia por Zaragoza). Situados en la margen izquierda del río hay que seguir el camino que discurre paralelo a la carretera nacional, un poste indica un paso bajo la carretera; pasada ésta, solo hay que seguir las indicaciones de la senda. Tomando como referencia la citada CN-330 en su variante de Manzaneruela (Landete, Cuenca) a Torrebaja (Valencia), el camino que conduce a los hornos se halla entre el punto kilométrico 267 y 268, dirección Teruel (noreste), a unos seiscientos metros ladera arriba.

## Descripción
Actualmente, los hornos carecen de uso, ya que por este método no se produce yeso en la zona desde los años cuarenta, mediados los cincuenta del siglo XX. No obstante, la mayoría se hallan bien conservados, habiendo sido restaurados algunos de ellos por el Ayuntamiento de Torrebaja (Valencia), con ayudas de la Generalidad Valenciana, con el propósito de divulgar su existencia.
El conjunto arqueológico de hornos de «Los Aljezares» se halla por debajo de una cornisa caliza de mediana potencia que servía de cantera –dispuestos longitudinalmente a lo largo de la misma-: algunos están aislados, otros se hallan adosados entre sí, los más agrupados en torno a pequeñas placetas circulares desde las que se servían los hornos.

«Los hornos están colocados contra el talud, a pocos metros de la cantera, aprovechando el desnivel para el llenado de los mismos por arriba y para la propia sujeción del horno, cuya fábrica se basa en mampostería de piedra arenisca levantada en seco (lucida con arcilla), formando un cono irregular; más ancho en la parte alta que en la base, de uno a dos metros de diámetro y no más de dos de altura».
Visita guiada a los hornos de yeso de los Aljezares (Ademuz), Alfredo Sánchez Garzón

## Producción de yeso
Según testimonio de Antonio Romero Muñoz (Torrebaja, 1933), el proceso de fabricación de yeso era muy costoso, al menos en la forma tradicional que lo hacía su padre –se refiere a Francisco Romero Corbalán (a) el Rullo (1888-1983)-:

«Mi padre tenía una finca por esta parte de la Dehesa que llamamos Los Aljezares, cuando necesitaba obrar en casa él mismo se hacía el yeso, porque entonces no corría el dinero... Siendo yo un muchacho le vi hacerlo, era un proceso sencillo, pero costoso: primero arrancaba las piedras del monte y las iba colocando en el horno, que no era más que una pared en semicírculo abierta por arriba y por delante: las primeras las colocaba haciendo la forma de arco, unas encima de otras, dejando un hueco abajo para el fuego... En la parte inferior colocaba las más gordas y las pequeñas por arriba, en hiladas bien puestas, tapándolas luego con tierra, pero dejando algo de tiro... Luego prendía fuego al horno, metiendo aliagas sin parar, hasta que la piedra se recocía... Una vez cocida la dejaban enfriar, (después) comenzaba a destapar el horno, sacando las piedras y machacándolas con un mazo hasta que se hacían polvo... Las machacaba directamente sobre el suelo, recogía lo más fino y lo ponía en sacos, que cargaba en un mulo que tenía y los llevaba a casa... [...] no era un yeso tan fino como el que venden ahora, sino más basto y se moría pronto a la hora de obrar, pero era muy resistente...».
Visita guiada a los hornos de yeso de los Aljezares (Ademuz), Alfredo Sánchez Garzón

La producción de yeso comenzaba por la construcción del horno contra un talud o ladera, también los había exentos y más frecuentemente adosados. Para la fábrica del horno se empleaba piedra viva o caliza enlucida por dentro con barro (arcilla), para evitar la pérdida de calor y favorecer la cocción. La forma de los hornos de «Los Aljezares» suele ser circular (troncocónica invertida), de unos dos metros (2 m ∅) por arriba y uno y medio (1,5 cm ∅) por abajo, con abertura por delante.
Construido el horno se procedía a la extracción de la piedra de aljez de la cantera, para lo que se utilizaban barrenas, cuñas (de madera o hierro), picos y mazas. No consta la utilización de dinamita en la extracción de la piedra, aunque pudo utilizarse. Posteriormente se pasaba a cargar el horno, proceso que requería de cierta pericia en sus pasos iniciales, ya que había que hacer con las propias piedras de aljez una falsa cúpula en la parte inferior, abierta por delante, con el fin de introducir el combustible para la cocción. A continuación se iban colocando las piedras de aljez por encima de la falsa cúpula, rellenando el interior, al tiempo que se iba cubriendo la abertura delantera del horno. Finalmente, se echaban los restos de piedra de aljez y tierra por encima, para rellenar los intersticios y colmatar el horno.
Una vez el horno lleno de piedra de aljez, colmatado por arriba y cerrado por delante, se procedía al encendido, utilizando como combustible básicamente arbustos y aliagas (Genista scorpius) del monte bajo. El horno requería de un fuego constante e ininterrumpido, con el propósito de elevar rápidamente la temperatura.
El tiempo de cocción variaba, «podía durar un día entero (24 horas), aunque se solía realizar a caballo de dos días, con una noche por medio, pues parece que el fuego se controlaba mejor en la oscuridad». Para comprobar al cocción «se vertía paja seca en la parte alta, de forma que si prendía significaba que la piedra ya estaba lista», entonces se echaba tierra sobre esa zona, con el fin de desviar las llamas hacia otras zonas.
Finalizada la cocción, se tapaba el horno con barro y tierra, por arriba y por abajo, ocluyendo la boca de alimentación, con el propósito de que se enfriara a lo largo de varios días, aproximadamente ocho o diez, dependiendo de la temperatura ambiente. Una vez frío, se extraía la piedra de aljez cocida y se colocaba sobre el piso de la placeta, procediendo a su machacado y trituración, para lo que se utilizaban mazos y rulos de piedra, similares a los utilizados para la allanamiento y prensado de la tierra en las «eras de pantrillar». Para mover el rulo troncocónico de usaba algún animal de tiro, caballo, burro o macho. El proceso concluía con el cribado del yeso mediante un cernedor con cedazo de distinto calibre: el yeso resultante se colocaba en sacos disponiéndolo para su transporte y uso en las obras.
La producción de yeso era un proceso aparentemente sencillo, aunque laborioso, que requería sin embargo de cierta destreza y habilidad por parte del artífice:

«La experiencia daba al yesero el discernimiento de cada paso del proceso, cuyo momento más delicado era propiamente la cocción y el alimento del fuego, sin olvidar el intervalo de la carga del horno y su tapiado [...] De ello dependía la calidad del producto y la seguridad de la construcción en que se empleara».
Visita guiada a los hornos de yeso de los Aljezares, Alfredo Sánchez Garzón

## Características
El yeso obtenido de estos hornos artesanales tenía como principal característica su rápido fraguado, razón por la que «la obra se debía adaptar al material»; de esta forma, «esa misma velocidad de fraguado permitía el ahorro en medios auxiliares, como el encofrado de los forjados» y «muros de lajas de piedra colocadas en vertical», sistema habitual en el cerramiento de las plantas superiores de las construcciones tradicionales (vernaculares).
Mezclado con agua y tierra del lugar (argamasa de yeso) se empleaba en la construcción de los «machones de hormigón ciclópeo de yeso» (machones estructurales), que soportaban realmente la armazón de las casas, y en el «semiencofrado» de algunos muros exteriores. Asimismo, se usaba en el lucido exterior de las fachadas, en el cindriado de pisos, cielos rasos, escalera, y «en mezclas más aguadas» en el lucido de habitaciones y otras estancias interiores.

## Otros hornos de yeso en la comarca
Lamentablemente, muchos de los antiguos hornos de yeso de la zona han desaparecido, «por desidia, desconocimiento o falta de conciencia respecto a un patrimonio ligado a la construcción vernacular de la comarca». Otros se conservan, aunque abandonados. Entre los que se conservan destaca el conjunto existente junto al «Barranco del Charcal» y el restaurado de «Los Aljezares» y otro situado al este de la aldea de Sesga (Ademuz). Asimismo, cabe mencionar el existente en «Los Centenares», junto a la carretera de acceso a Castielfabib, al sur de la villa.